# アザワドの国旗
アザワドの国旗は、上から緑・赤・黒の水平な帯が並び、旗竿側（ホイスト）に黄色の三角形が配置されている。マリ共和国の反政府勢力アザワド解放民族運動(MNLA)が使用しているものであり、汎アフリカ色で構成されている。2012年4月6日にMNLAがマリから一方的に独立宣言した際に制定された。

## 歴史
過去数回起こったトゥアレグ抵抗運動において、アザワドの国旗として2つの旗が提案された。一つは青と白の水平な帯に、旗竿側に赤い三角形を配したもので、もうひとつは白地に青い三日月と星を配したものである。

### 過去に提案された国旗

トゥアレグ自由戦線によって提案された旗
ジェームズ・ミナハン著Nations Without States（『国家なき民族』）による